# Багуншань
Багунша́нь (кит. упр. 八公山, пиньинь Bāgōngshān) — район городского подчинения городского округа Хуайнань провинции Аньхой (КНР).

## История
Изначально эти места входили в состав уезда Фэнтай. После того, как во время гражданской войны эти места оказались под контролем коммунистов, в 1949 году был образован Хуайнаньский горнодобывающий район (淮南矿区), а в этих местах был создан посёлок Багуншань. В мае 1953 года был образован район Багуншань.
В феврале 1955 года районы Цайган и Багуншань были объединены в единый район Багуншань. В октябре 1961 года район Багуншань был разделён на районы Багуншань и Сецзяцзи.

## Административное деление
Район делится на 3 уличных комитета и 2 посёлка.

## Экономика
Багуншань является крупным центром производства тофу. В местной деревне Сяинцунь, которая известна как «деревня тофу», в производстве соевой продукции задействованы 200 человек, что составляет 85 % от общей численности рабочей силы в деревне.